# Schellenberger Eishöhle
Die Schellenberger Eishöhle ist eine natürliche Karsthöhle im gemeindefreien Gebiet Schellenberger Forst bei Marktschellenberg im Landkreis Berchtesgadener Land in Oberbayern.
Die Höhle ist eine als Geotop ausgewiesene Eishöhle  in den Berchtesgadener Alpen, nahe der österreichischen Grenze. Die Eishöhle gehört zum Untersbergmassiv auf 1570 m ü. NHN und ist die einzige für Besucher erschlossene Eishöhle in Deutschland. Benannt ist sie nach Marktschellenberg, liegt jedoch im gemeindefreien Gebiet Schellenberger Forst. 1826 wurde sie erstmals schriftlich erwähnt und ab 1874 erforscht. Sie hat ein geschätztes Eisvolumen von etwa 60.000 Kubikmetern und wird seit 1925 als Schauhöhle geführt. Die erforschte Länge der Eishöhle beträgt 3621 Meter, wovon 500 Meter im Rahmen einer Führung bei Temperaturen zwischen −0,5 und +4,0 Grad Celsius begangen werden. Die Eishöhle ist nur nach einem mehrstündigen Fußmarsch zu erreichen und eine von zwei Schauhöhlen in Deutschland ohne elektrisches Licht. Sie wird mit Karbidlampen ausgeleuchtet. Das Eis der Höhle, das sich teilweise im Frühjahr neu bildet, steht hinsichtlich des Formenreichtums der Eissäulen und -skulpturen einer Tropfsteinhöhle nicht nach. Ebenso sind temporär Eisgirlanden und Raureif an den Fels- und Eiswänden zu sehen.

## Geographische Lage
Die Eishöhle befindet sich im Dachsteinkalk des Untersbergmassivs an einer nach Südosten ausgerichteten Felswand. Sie liegt innerhalb des Bergmassivs zwischen dem Salzburger Hochthron (1853 m ü. NHN) im Norden und dem Rauheck (1892 m ü. NHN) im Südwesten im bayerischen Landkreis Berchtesgadener Land nahe der österreichischen Grenze. Der Talort Marktschellenberg befindet sich etwa 3,5 km Luftlinie im Südosten. Der Eingang der Eishöhle liegt am Großen Heubergkopf (1819 m ü. NHN) auf 1570 m ü. NHN. Etwa 440 m Luftlinie nordöstlich der Schellenberger Eishöhle steht die Toni-Lenz-Hütte (1438 m ü. NHN), von der die Höhle über einen Pfad zu erreichen ist. Etwa 2,5 km Luftlinie südwestlich entfernt befindet sich der Eingang der tiefsten Höhle Deutschlands, der Riesending-Schachthöhle.

## Geologie
Das Bergmassiv des Untersbergs in den nördlichen Kalkalpen zählt zu den Berchtesgadener Alpen, einem Kalkgebirge, das sich aus mehreren Schichten zusammensetzt. Die Eishöhle ist in die mit etwa 60 Grad nach Nordnordwest geneigte Kalkschichtung eingelagert. Entstanden ist sie durch Verwerfungen im Gestein. Durch Bewegungen wie Heben und Senken der Schichten oder Verschiebungen kam es zu Brüchen und Klüften. Der Schauhöhlenteil der Eishöhle befindet sich an den Verwerfungslinien. Eingesickertes kohlensäurehaltiges Wasser konnte die Brüche, Klüfte und Spalten zu großen Hohlräumen erweitern. Hinzu kam, dass labile Decken und Wände zusammenbrachen, so dass sich im Laufe von Jahrtausenden die Eishöhle bildete.

## Wetterführung

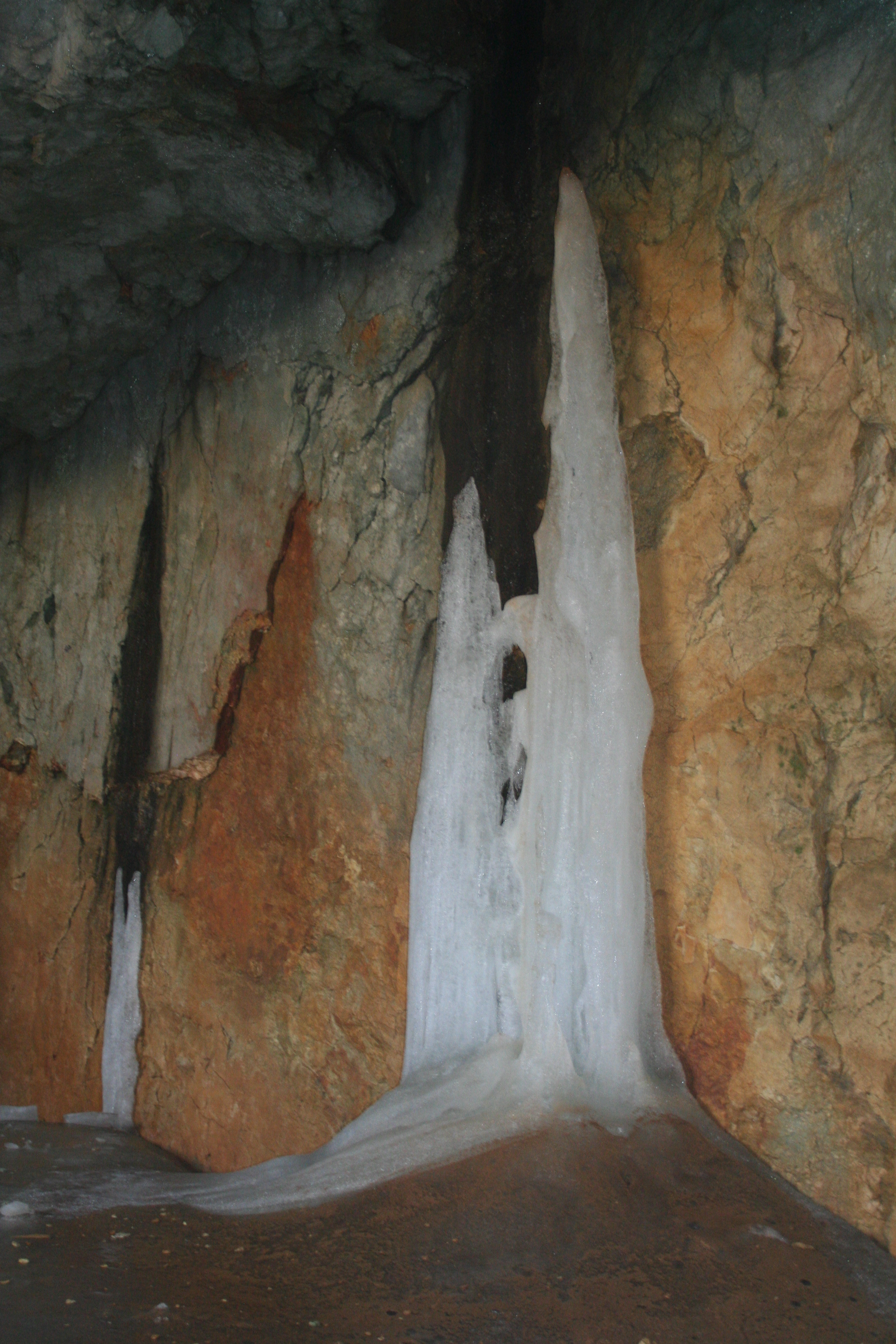
Eiswasserfall

Bei der Schellenberger Eishöhle handelt es sich im Gegensatz zur dynamisch bewetterten Eisriesenwelt im österreichischen Tennengebirge mit dem Eingang am unteren Ende des Höhlensystems um eine statisch bewetterte, in die Tiefe führende Eishöhle. Unterhalb des Höhleneinganges auf 1570 m ü. NHN befinden sich große Hohlräume. In der kalten Jahreszeit strömt in die nach unten führende Sackhöhle am Boden schwerere kalte Luft ein, die sich dort speichert. Die Eishöhle ist nach unten luftdicht abgeschlossen. Die kalte Luft verwehrt im Sommer der wärmeren Außenluft das Eindringen in die Höhlenräume. Die Höhle zählt damit zum Eiskellertyp, der in allen Höhenlagen zu finden ist. Zu einer dauerhaften Ausbildung von Höhleneis kommt es jedoch nur, wenn während der Schneeschmelze die Temperatur innerhalb der Höhle unter 0 °C fällt. Befindet sich die Höhle in einer größeren Höhe, ist der Boden ständig gefroren, oder das Gestein hat ständig Temperaturen von unter 0 °C, so dass kein eisbildendes Sickerwasser eindringen kann. Bedingt durch den Höhlentyp ist im Winter in den Hauptgängen ein Luftzug in beiden Richtungen feststellbar. Die kalte Luft fließt nach unten und an der Decke wird die etwas wärmere Luft nach oben, zum Höhlenausgang gedrückt. Im Sommer findet nur ein minimaler Temperaturausgleich innerhalb der Eishöhle statt. Beim Betreten oder Verlassen der Eishöhle ist im oberen Teil des Einganges eine Kaltluftgrenze bemerkbar.

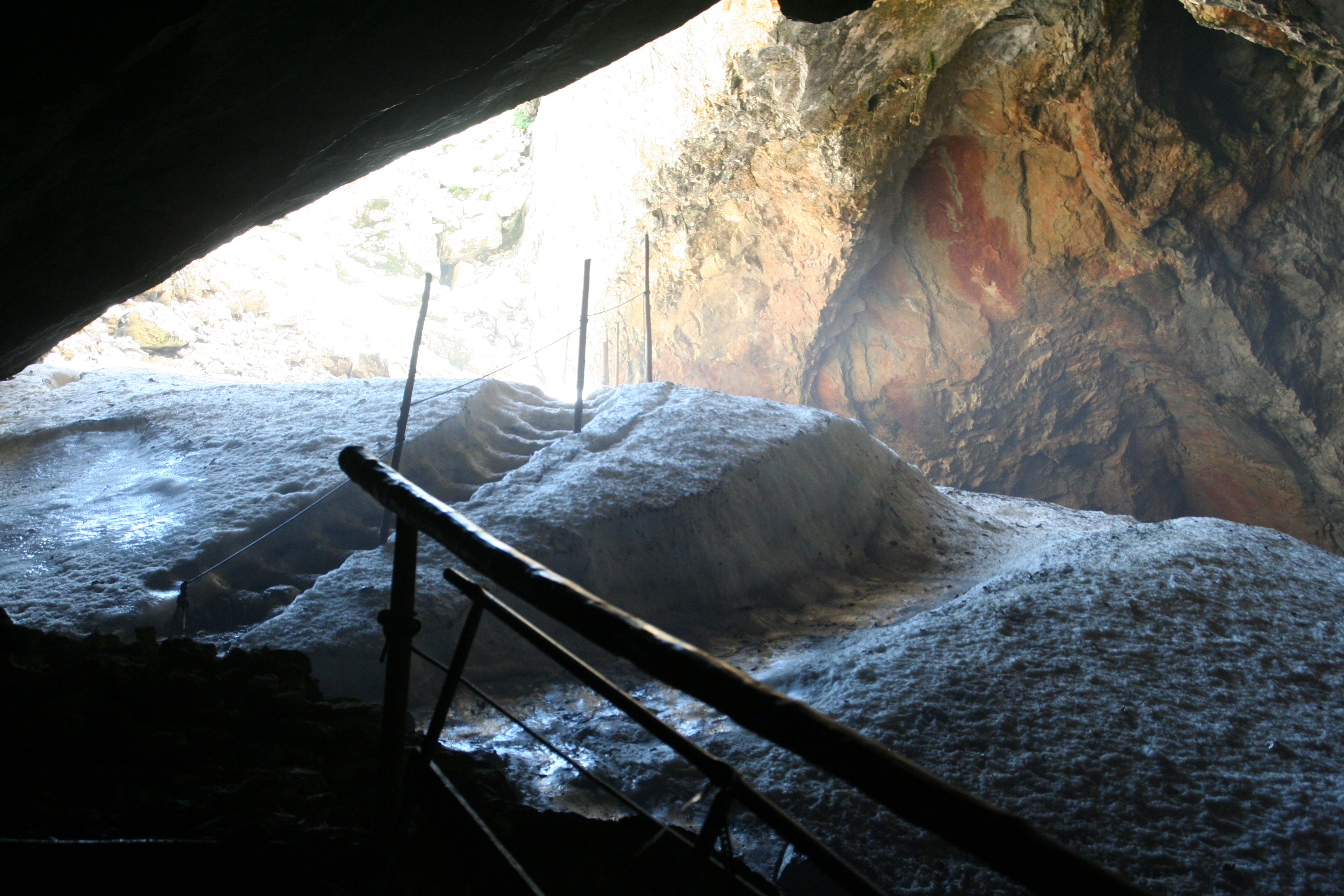
Fußweg im Eis der Eingangshalle

Das Eis in der Schellenberger Eishöhle ist so mächtig, dass es auch die sommerliche Abschmelzphase, in der die Höhlentemperaturen teilweise über 0 °C liegen, übersteht. Das Höhleneis beginnt im Herbst zu wachsen, bedingt durch das merkliche Sinken der Temperaturen innerhalb der Eishöhle nach den ersten Nachtfrösten. Im Winter wird das Wachstum unterbrochen, da Frost und Schnee fast sämtliche Zuflüsse versiegen lassen. Die Haupteisbildung beginnt im Februar und März und dauert das gesamte Frühjahr hindurch mit fortschreitender Erwärmung und der Schneeschmelze an. Bei weiter steigenden Temperaturen im Sommer kommt das Wachstum des Eises in vielen Teilen der Eishöhle zum Erliegen. In tiefer gelegenen Höhlenteilen wie der Fuggerhalle, dem 55 Meter unter dem Höhleneingang liegenden tiefsten Punkt der Schauhöhle, ist jedoch auch im Sommer ein Wachsen des Eises zu beobachten. Eisbildungen in den eingangsnahen Räumen überdauern den Sommer nicht immer, sondern schmelzen völlig ab. Die Eismassen werden auf etwa 60.000 Kubikmeter geschätzt, bei einer Dicke von bis zu 30 Metern. Nach dem Eisvolumen gehört die Eishöhle weltweit zu den größten ihrer Art. Sie enthält etwa doppelt so viel Eis wie die österreichische Eisriesenwelt und die Rieseneishöhle.
Die ältesten nachgewiesenen Eispartien befinden sich in der Fuggerhalle. Hans Schmeidl aus Bernau am Chiemsee und Friedrich Kral vom Waldbauinstitut für Bodenkultur in Wien führten dort Altersbestimmungen durch. Anhand der in den Schmutzschichten eingelagerten Pollen wurde das Alter des Eises mit Hilfe der Pollenanalyse auf etwa 3000 Jahre geschätzt. Temperaturmessungen Fritz Eigerts in der Josef-Ritter-von-Angermayer-Halle 21 Meter unterhalb der Eingangsschwelle über mehrere Jahre ergaben Schwankungen im Laufe eines Jahres zwischen −8,8 und +0,5 Grad Celsius. In der Fuggerhalle, in 55 Meter Tiefe, liegen die Werte zwischen −4 und +1,5 Grad Celsius. Im Sommer betragen die Temperaturen im Schauteil der Höhle zwischen −0,5 und +1 Grad Celsius.

## Beschreibung

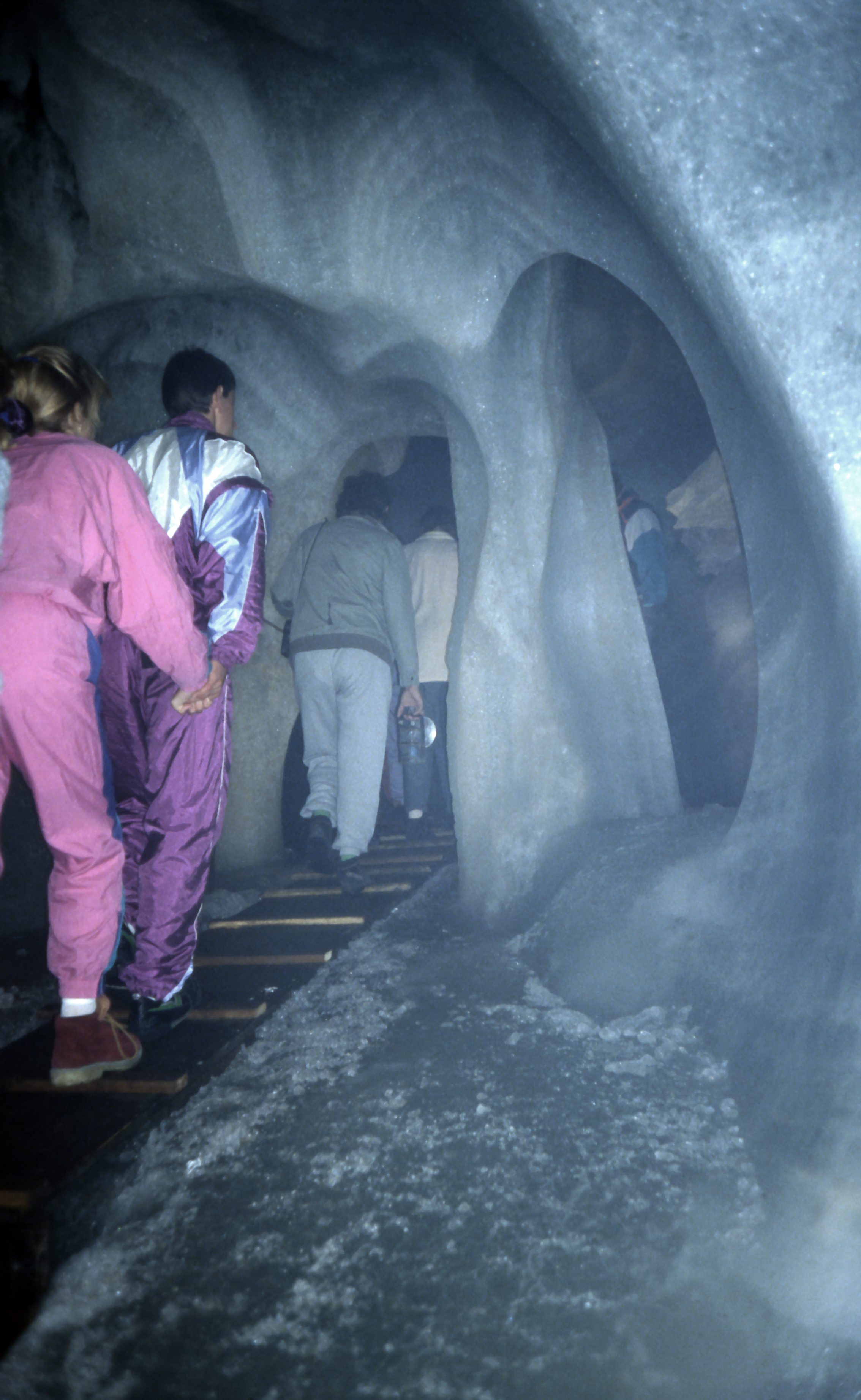
Führung durch die Eishöhle (1993)

Die Eishöhle wird beim Bayerischen Landesamt für Umwelt als eines von 3100 Geotopen mit der Nummer 172H001 und mit der Einstufung besonders wertvoll geführt. Der Höhleneingang ist ein etwa 20 Meter breites und bis 4 Meter hohes Eingangsportal. Ein schneebedeckter Schutthang zieht sich nach unten, wo ein Weg eingearbeitet ist, weiter bis zum Bodeneis der Josef-Ritter-von-Angermayer-Halle, bei der es sich um den größten Raum der Höhle handelt, der noch gedämpftes Licht von außen erhält. Die Halle ist 70 Meter lang, 40 Meter breit und 5 bis 8 Meter hoch. Sie liegt 21 Meter unterhalb des Höhleneingangs und hat eine Eisdicke von etwa 30 Metern.  Am Deckengewölbe erkennt man einen großen Erosionstrichter, in den viele kleine, meist kreisrunde Erosionsgänge münden. 

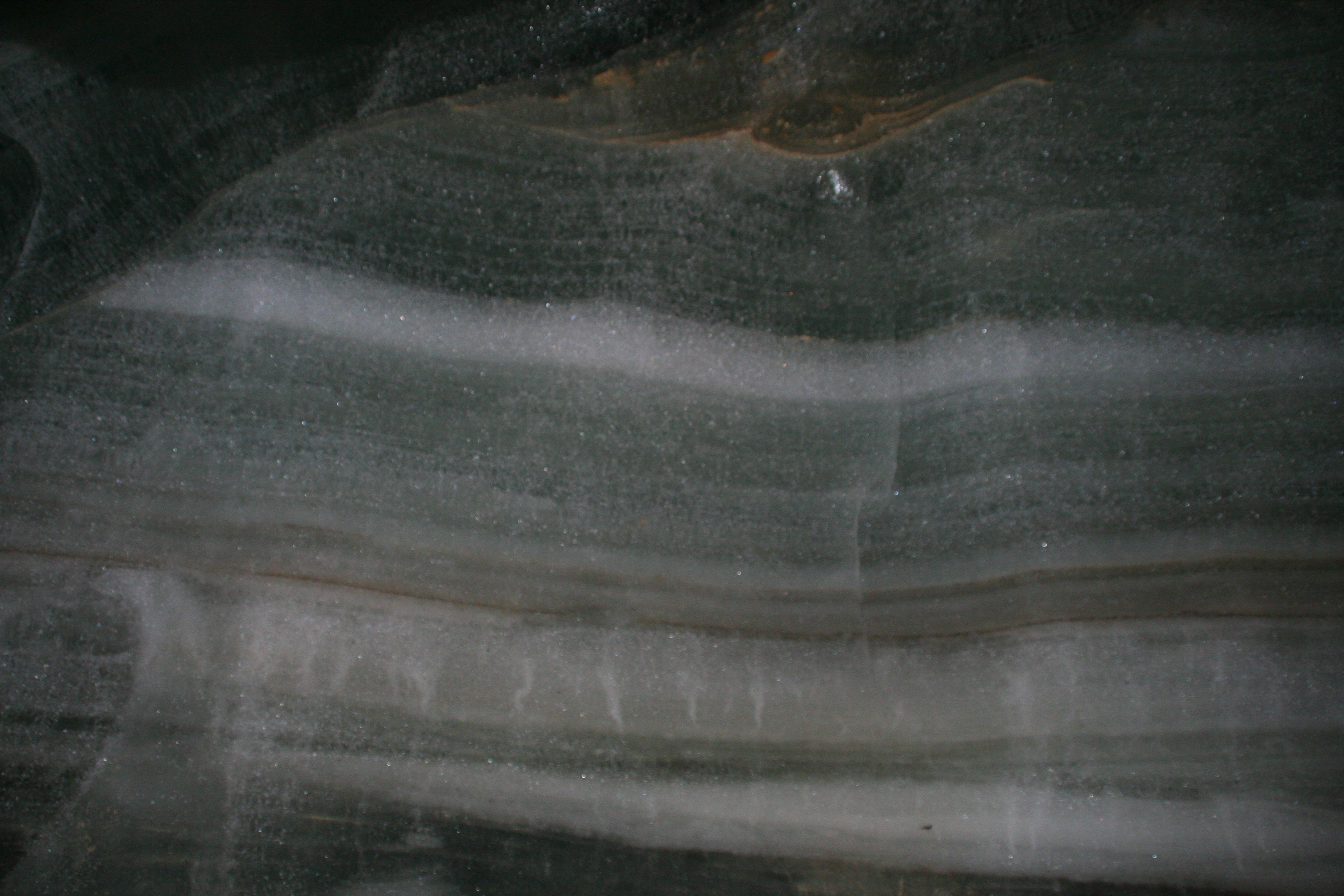
Eis mit Schichtung

Von der Josef-Ritter-von-Angermayer-Halle gehen mehrere Gänge ab, die bei einer regulären Höhlenführung nicht begangen werden. An der rückwärtigen Wand führt, über eine Leiter erreichbar, ein Gang zum Dohlenfriedhof, in dem zahlreiche Vogelknochen, unter anderem von Dohlen, gefunden wurden. Der Dohlenfriedhof erstreckt sich über zwei Stockwerke bis insgesamt 80 Meter über den Grund der Josef-Ritter-von-Angermayer-Halle. Man nimmt an, dass die Vögel diesen dunklen und ruhigen Raum zum Sterben aussuchten. Dieses Verhalten ist bei vielen Tierarten bekannt. An der Decke erkennt man einen Schlot, der mit dem Dohlenfriedhof in Verbindung steht. 
Der Führungsweg leitet über in das Eis geschnittene Stufen von der Josef-Ritter-von-Angermayer-Halle runter in den Mörkdom mit eindrucksvollen Eisskulpturen.
Der Weg führt weiter abwärts und im Lichte der Magnesiumfackel des Führers glitzern viele Eiskristalle an den Wänden und der Decke weiß und grünlich-blau. Nach einem kurzen Gegenanstieg wird die Eiswand des Posseltganges erreicht und die tollen Schichtungen im Eis werden sichtbar. Über eine weitere Treppe geht es hinab zum tiefsten begehbaren Punkt im Rahmen einer Führung, zur Fuggerhalle. Dort befindet man sich 55 Meter unterhalb des Eingangs. Der Höhenunterschied innerhalb des Eises beträgt 34 Meter.

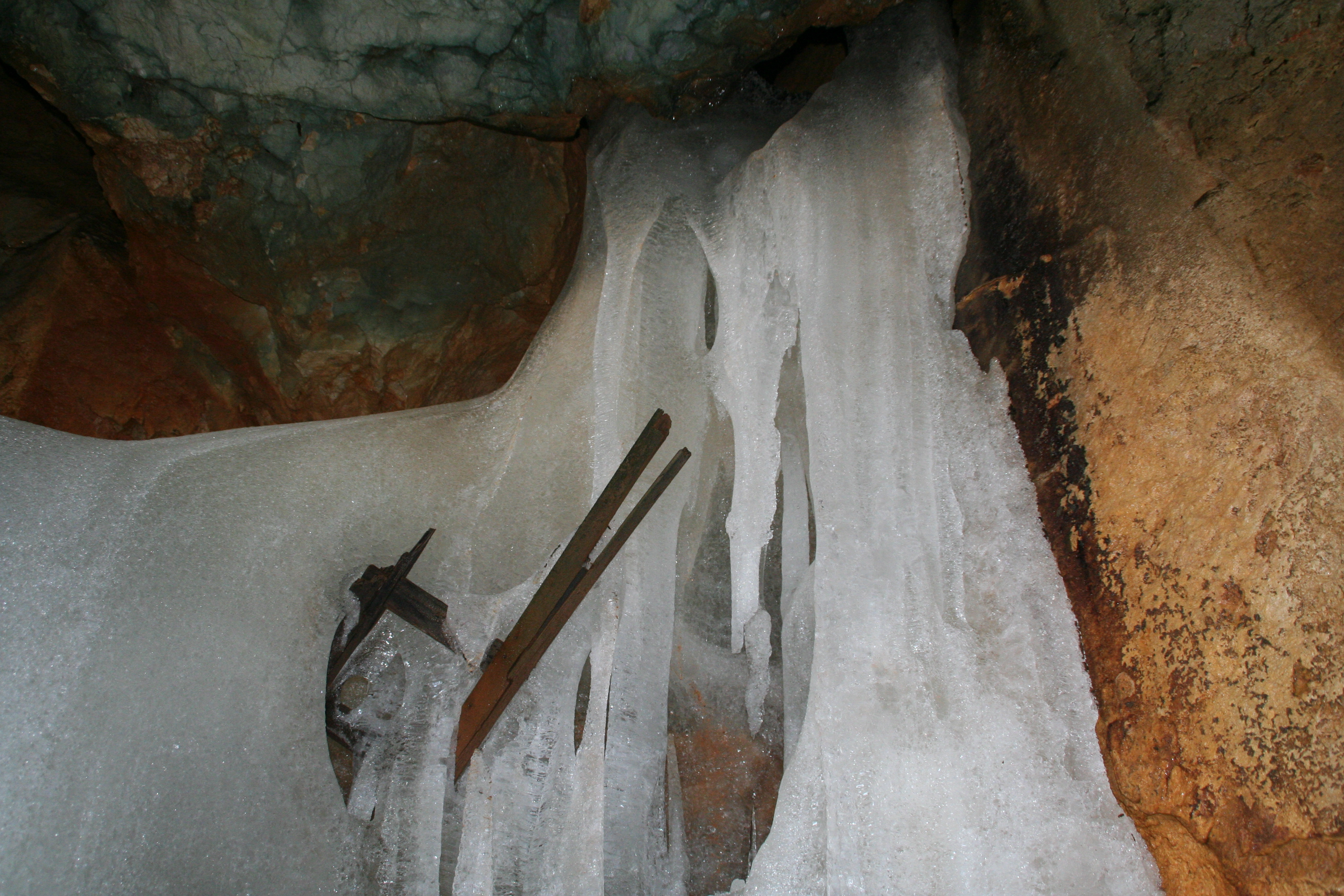
Eisformation mit eingewachsener Leiter

Die Fuggerhalle ist 16 Meter lang, 12 Meter breit und an der höchsten Stelle 15 Meter hoch. Das Bodeneis ist dort noch 8 Meter dick. Eine Pollenanalyse ergab ein Alter von etwa 3000 Jahren. Im hinteren Teil der Fuggerhalle führt der Lehmgang, der nicht begangen wird, steil nach oben. Er endet verstürzt nach etwa 30 Metern. Als Verlängerung des Lehmgangs führte früher der Thomas-Eder-Schacht nach unten zum Max-Gadringer-Raum. Beide wurden mit Durchschlagen des Eises begehbar gemacht. Der Höhlenführer beleuchtete das Bodeneis von unten mit Magnesiumfackeln, so dass es von der Fuggerhalle aus sichtbar war. Bedingt durch die Ruhephase während des Zweiten Weltkriegs wurde der Gang wieder völlig durch Eis verschlossen. Als man nach der Wiederöffnung im Jahr 1958 feststellte, dass es keine Möglichkeit für eine weitere Erforschung gab, wurde er erneut mit Eis verschlossen; er ist deshalb derzeit nicht begehbar. Von der Fuggerhalle aus geht es wieder zurück nach oben, an einer Eiswand auf der rechten Seite entlang. Diese besticht durch ihre Reinheit und Klarheit. Dort kann man tief in den Eisblock hineinschauen. Nach dem Rückweg wieder über den Mörkdom sieht man in der schon vorher begangenen Josef-Ritter-von Angermayer-Halle den Eingang zum 15 Meter langen Spiralgang, der sich wie eine Wendeltreppe hinaufzieht. Neben dem Eingang zum Spiralgang befindet sich der Eingang zum Labyrinth, einem eisfreien Höhlensystem, das nicht für den Besucherverkehr ausgebaut ist.  Von der großen Halle geht der Führer mit den Besuchern wieder bis zum Treffpunkt beim Kassenhäuschen. 

## Geschichte

### Entdeckung
Wann und von wem die Höhle entdeckt wurde, ist nicht genau bekannt. Der Höhleneingang war wohl den Jägern und Sennern in diesen Höhenlagen schon lange bekannt. Der Erzählung nach soll sie von Hütejungen entdeckt worden sein. Am Untersberg wurde früher Almwirtschaft betrieben. Davon zeugen die drei ehemaligen Almen Bachkaser, Mitterkaser und Sandkaser, an denen man beim Aufstieg von Schellenberg zur Eishöhle vorbeikommt. Nachdem der Schnee im Frühsommer weitgehend geschmolzen war, wurden Schafe und Ziegen auf die Alm oberhalb des Sandkasers getrieben, wo sie sich bis zum Herbst selbst überlassen blieben. Hütejungen stiegen von Zeit zu Zeit nach oben, um Salzsteine zu legen und nach den Tieren zu schauen. So stiegen an einem heißen Sommertag irgendwann im Juni oder Juli vormittags die Hütejungen hoch, um nach dem Rechten zu sehen. Von den Tieren war jedoch nichts zu sehen. Auf der Suche fanden die Buben nach einiger Zeit den Höhleneingang, wo sich einige Tiere im Schnee aufhielten. Die Hütejungen stiegen in die Höhle hinab, wo sich die restliche Herde aufhielt.

### Erforschung
Die erste schriftliche Erwähnung war der Eintrag als Schellenberger Eisloch in der bayerischen Generalstabskarte im Jahre 1826. Ein weiterer Hinweis auf die Höhle ist die Erwähnung als Eisloch 1863 in der Keil’schen Karte vom Untersberg. Am 5. Oktober 1874 betrat der damals 20-jährige Anton Posselt-Czorich (1854–1911) aus Salzburg mit dem Bergführer Ebner als erster Forscher die Eishöhle. Posselt unternahm in der Folgezeit noch mehrere Befahrungen und stieß 1879 bis zum dritten Eisfall vor. Dabei konnte er die Fuggerhalle erblicken; es gelang ihm aber nie, diese zu betreten. Er verfasste mehrere Berichte über die Eishöhle in der Salzburger Zeitung und erstmals am 14. Oktober 1874 in der Zeitschrift des Deutschen und Österreichischen Alpenvereins. Sie erweckten großes Interesse am Eisloch, das von da an häufig von Touristen aufgesucht wurde.

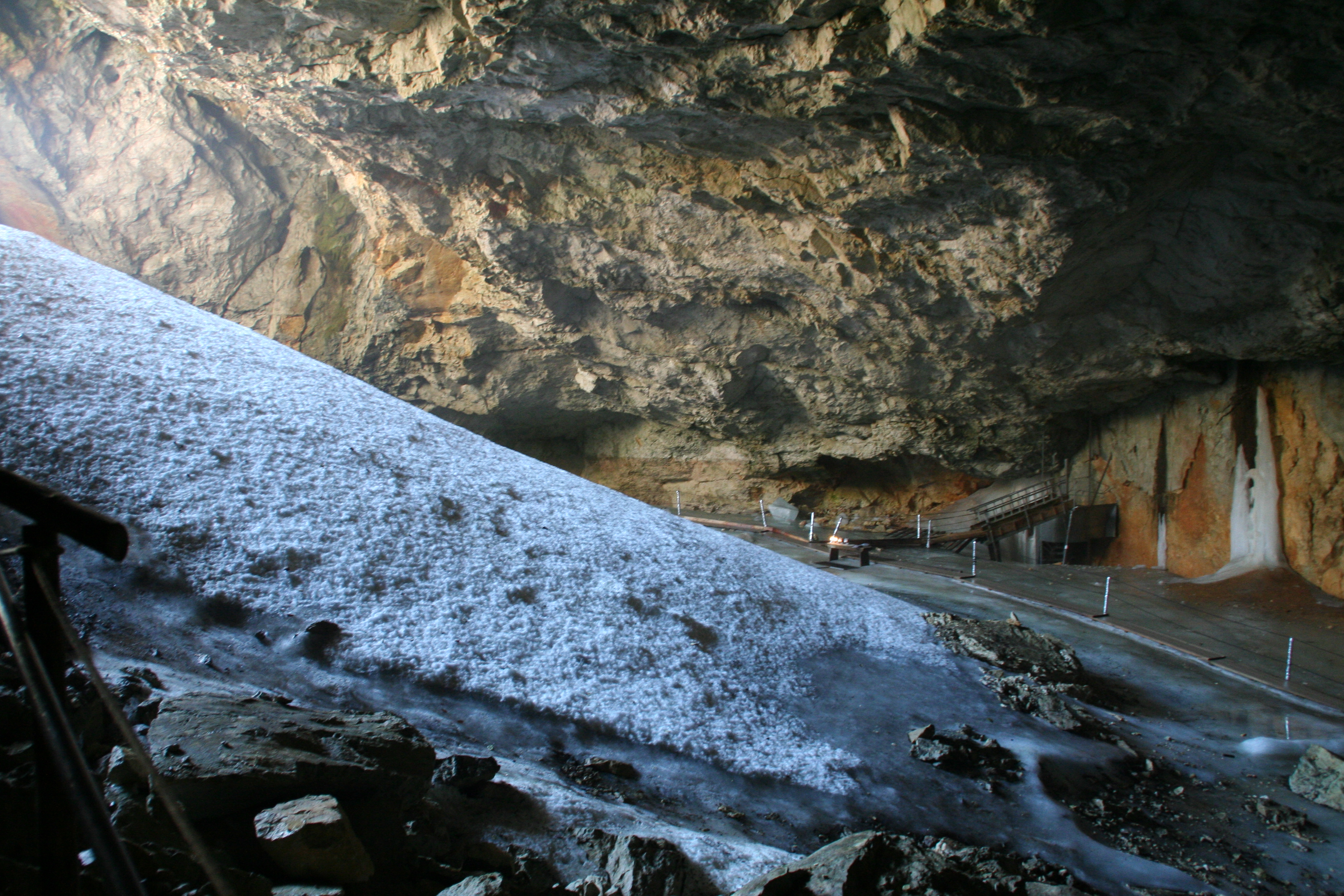
Josef-Ritter-von-Angermayer-Halle

Im Jahre 1876 begann der österreichische Naturforscher Eberhard Fugger ebenfalls in Begleitung des Bergführers Ebner als Nächster die Erforschung der Eishöhle. Auch er sichtete bei einem seiner Vorstöße die später nach ihm benannte Halle, konnte sie aber ebenfalls nie betreten. Nach seinem ersten Höhlengang besuchte er noch zehn weitere Male die Eishöhle und befasste sich intensiv mit der Eisbildung. Die Untersuchungen zwischen 1876 und 1882 unternahm er zusammen mit Professor Kastner. Sie führten unter anderem zahlreiche Eisstandsmessungen durch. Fugger fertigte auch den ersten Höhlenplan an. In den Jahren 1874 und 1878 gab es eine Reihe von Veröffentlichungen über die Eishöhle. Ab 1879 befasste man sich mit der systematischen Erforschung. Die Alpenvereinssektion Salzburg legte zwei Wege zur Eishöhle an, um sie besser zugänglich zu machen. Der eine führte über die Kienbergalm und den Mitterkaser zum Sandkaser und dann zur Eishöhle, der andere über den Schellenberger Sattel.
Im Jahre 1880 berichtete Anton Posselt-Czorich in der Zeitschrift des Deutschen und Österreichischen Alpenvereins über die Eishöhle:

„Eine sehr interessante Höhle am Untersberg ist die sogen. Schellenberger Eishöhle, am Fuß der zur Mittagsscharte aufstrebenden Wände, auf welche zuerst durch einen im Jahre 1874 von mir in der ‚Salzburger Zeitung‘ veröffentlichten Bericht die Aufmerksamkeit gelenkt worden ist. […] Doch kaum hatten wir einige Schritte zurückgelegt, als wir vollkommen unerwartet zu unserer rechten einen dunklen Schlund erblickten; ein mäßig steil geneigtes Schneefeld führte hinab. In freudiger Erregung stiegen wir über dasselbe abwärts; doch ein die Höhle erfüllender See schien weiterem Vordringen Schranken zu setzen. Als wir aber näher kamen, da erwies sich das, was wir für klares Wasser gehalten, als herrlicher, blanker Eisspiegel; links ragte eine mächtige Eispyramide empor, während die hintere Wand der Höhle mit mehreren blendenden Eispilastern geziert war, plötzlich erstarrten Schleierfällen vergleichbar. Die Haupthöhle zeigte die Grundgestalt einer unregelmäßigen Ellipse, deren Längsachse von SW. nach NO. streichend 60, die Breitenachse 40 m beträgt. Die Höhe wechselt zwischen 5 und 10 m; an zwei Stellen jedoch zogen weit höhere, konisch gestaltete Höhlenräume von der Decke senkrecht empor. Rechts münden weitere drei Höhlenräume; ein 1 1/2 m hoher, ebenso breiter Gang, der in regelmäßigen Windungen wie eine Wendeltreppe im Berginnern emporführte und endlich in einen vertikalen Schlot auslief. […]“

Bei der Erforschung der Eishöhle kam es in der Folgezeit aufgrund schwieriger Stellen zu einem kurzfristigen Stillstand. Die wichtigsten Höhlenteile waren erforscht; in den Fachkreisen war man sich einig, dass keine weiteren zu finden seien. Bis die unteren, schwierig zu erreichenden Höhlenabschnitte erstmals betreten werden konnten, vergingen Jahrzehnte. Mit Alexander Mörk von Mörkenstein aus Salzburg folgte ein weiterer junger Höhlenforscher. Von seinem Elternhaus verfügte er über ausreichende Finanzmittel, um als 22-Jähriger Forschungen in der Eishöhle durchführen zu können. Zuerst besuchte er im Mai 1910 einige Male die Eishöhle, drang aber nicht weiter vor. Am 1. Oktober 1910 stiegen er und sein Freund Martin Hell mit einer Strickleiter von der großen Eingangshalle aus 15 Meter in die Tiefe. Sie entdeckten und betraten die unteren Hallen und Gänge wie den nach dem jungen Forscher benannten Mörkdom und eine weitere Halle, die er zu Ehren von Eberhard Fugger Fuggerhalle nannte. Er fertigte auch einen noch erhaltenen neuen Plan der Höhle an. Zu dem Team gesellte sich erstmals im Juli 1913 Walter von Czoernig-Czernhausen. Dieser befasste sich ebenfalls intensiv mit der Eishöhle und ergänzte oder erneuerte die vorhandenen Höhlenpläne.

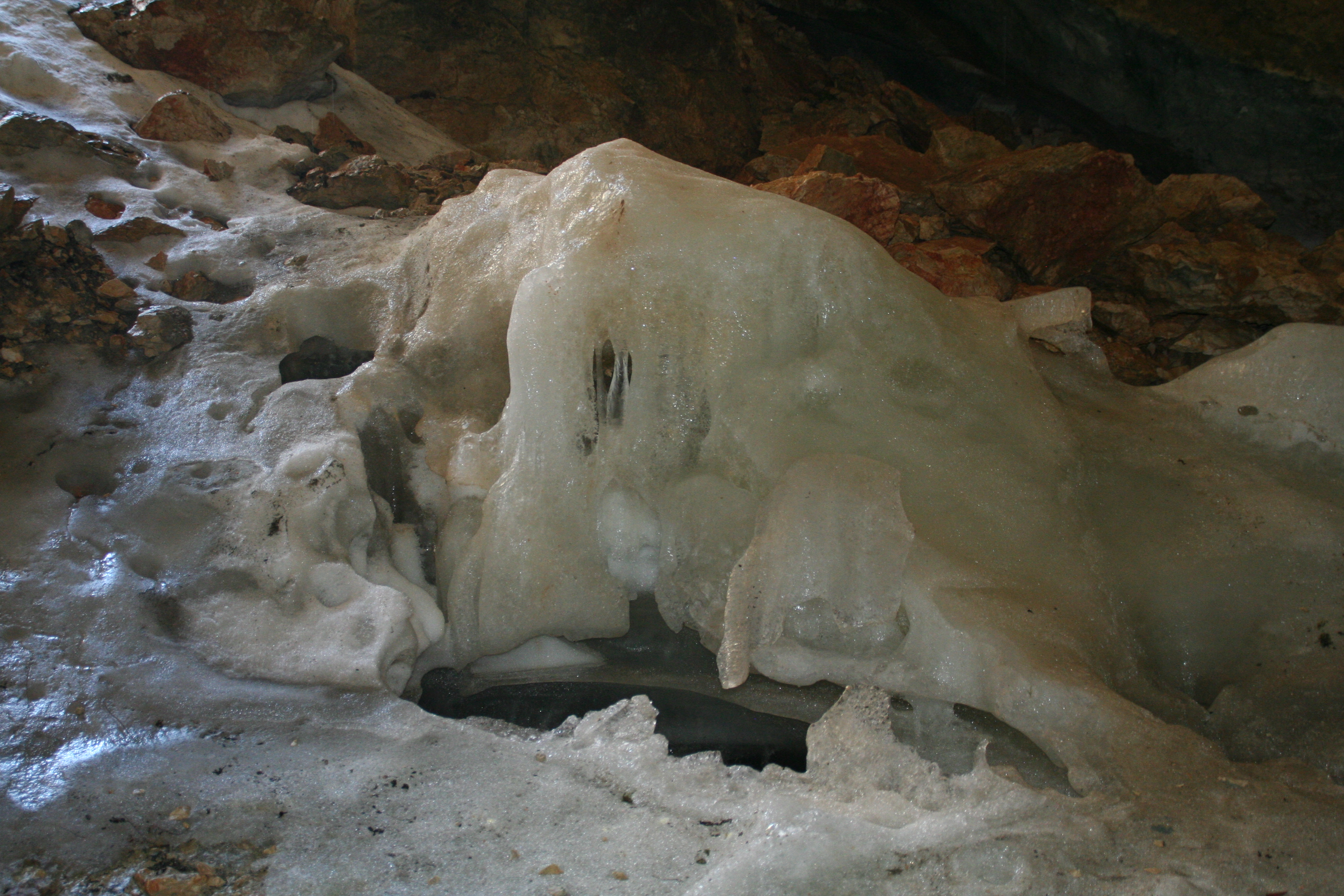
Bodeneisformation

Während des Ersten Weltkriegs und danach blieb es recht ruhig hinsichtlich der weiteren Erforschung der Eishöhle. Erst im Jahre 1923 fanden sich einige Schellenberger unter der Führung des Kaufmanns Thomas Eder zusammen. Eder gründete mit sieben Schellenbergern am 20. Februar 1924 den Skiclub Schellenberg und wurde dessen erster Vorsitzender. Er führte mit Freunden und den Gründungsmitgliedern in der Eishöhle viele Untersuchungen durch. Es wurden alle bis dahin bekannten Höhlenabschnitte und Gänge erforscht und viele vermessen. Sie entdeckten und erforschten auch neue Höhlenteile. So entdeckten Thomas Eder, Max Gadringer und Anton Lenz am 23. Oktober 1924 den Thomasschacht und unter ihm den Max-Gadringer-Raum nach dem Durchschlagen des acht Meter dicken Bodeneises in der Fuggerhalle und zehn Stunden harter Arbeit. Die große Eingangshalle wurde am 25. April 1925 zu Ehren des 1924 verstorbenen Gründungsmitglieds des am 22. September 1922 gegründeten Hauptverbandes Deutscher Höhlenforscher, Joseph-Ritter-von-Angermayer-Halle genannt. Am 26. Juli 1925 entdeckte und erkundete Georg Deml den nach ihm benannten Demlgang.

### Schauhöhle

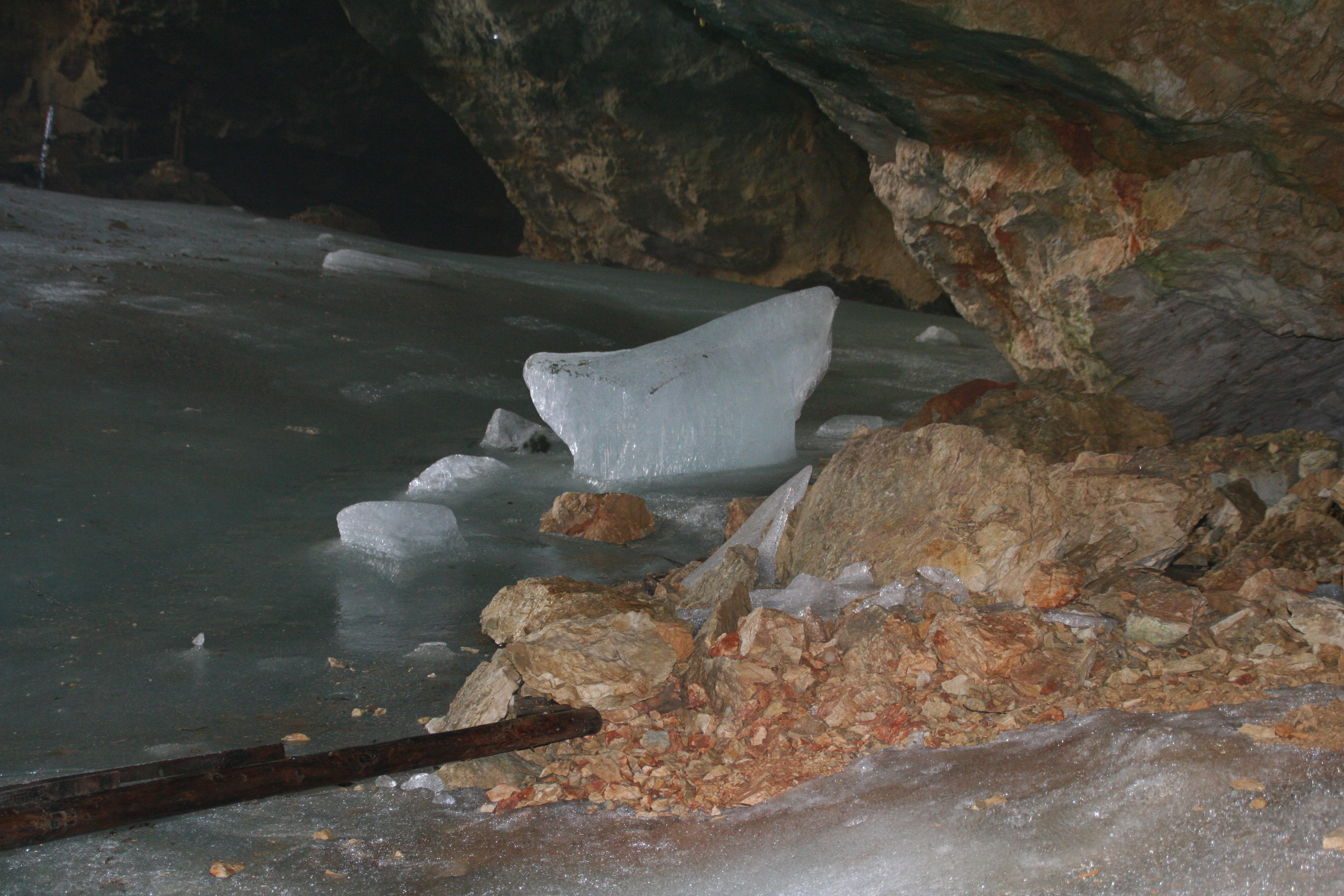
Eis in der Eingangshalle

Eder setzte sich stark dafür ein, die Forschungen in der Eishöhle voranzutreiben. Er war von der Eishöhle so sehr angetan, dass er sie unbedingt der Öffentlichkeit zugänglich machen wollte. Als Vorsitzender des Skiclubs Salzburg wandte er sich an das für die Höhle zuständige Forstamt Bischofswiesen, das am 4. Mai 1925 antwortete:

„Dem Skiclub Schellenberg wird mit Genehmigung der Regierung vom 17.4.1925 die Erlaubnis erteilt, die sog. Schellenberger Eishöhle zu erforschen und einem geordneten Touristenverkehr zugänglich zu machen“

14 Tage nach der Zustimmung übertrug der Skiclub dieses Recht an seine Unterabteilung, die Vereinigung für Höhlenkunde. Eder hatte damit die Möglichkeit erhalten, die Eishöhle als Schauhöhle auszubauen. Der Ausbau wurde größtenteils in freiwilligem Einsatz geleistet. Am 2. August 1925, nach den Erschließungsarbeiten, wurde die Eishöhle offiziell eröffnet. Zu diesem Anlass schrieb die Linzer Tages-Post:

„Sie ist die schönste und größte erschlossene Eishöhle Deutschlands. Sie weist in ihren Hallen und Gängen prächtige Eisgrotten und Eisfälle auf. Überwältigend ist der Anblick der 15 m hohen Eisgrotte im Mörkdom. Der Besucher ist völlig im Banne der unterirdischen Pracht“

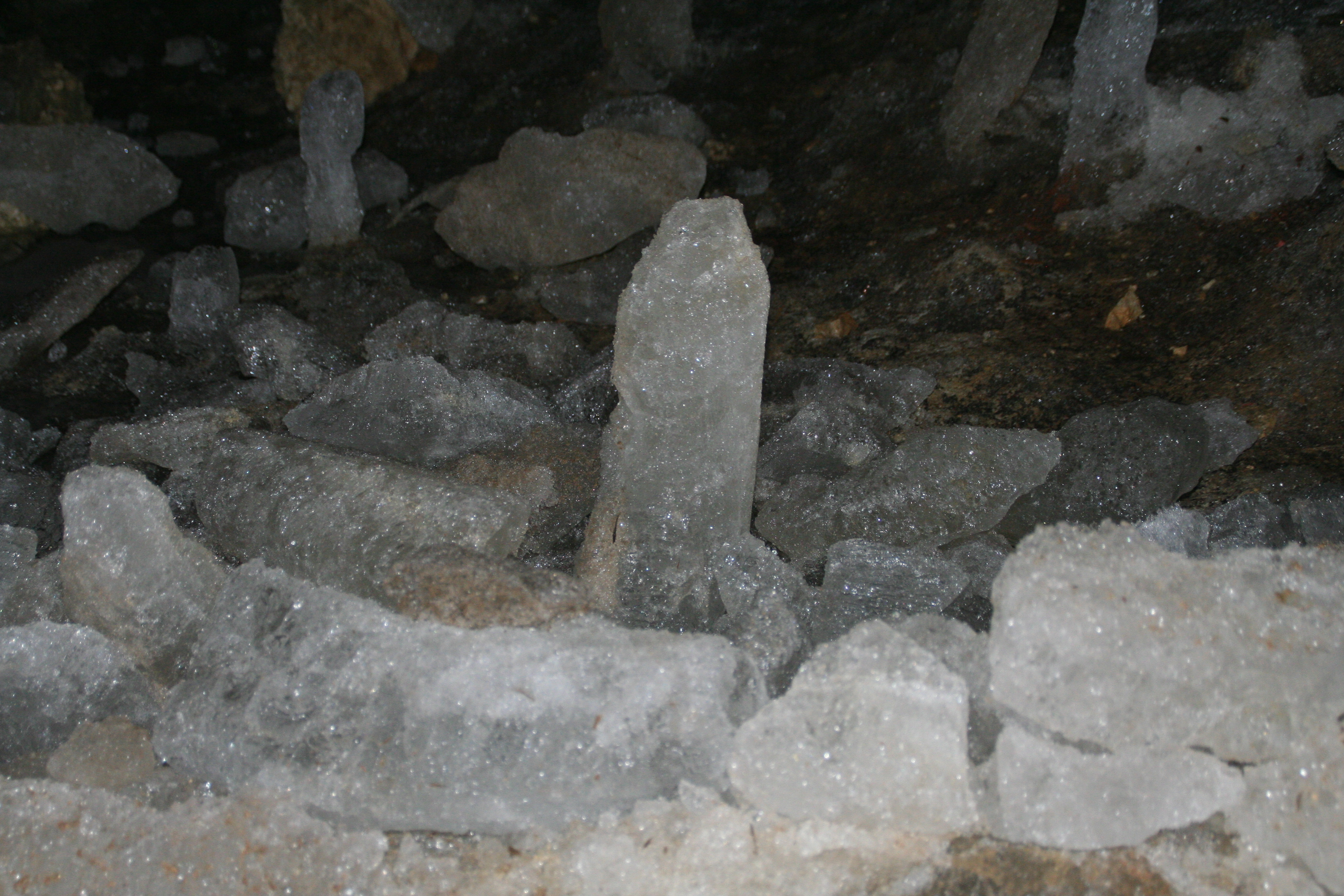
Stalagmit aus Eis

Im ersten Jahr wurde die Eishöhle von 2000 Besuchern, bei einem Eintrittsgeld inklusive Führung von 1,80 Mark, für Einheimische aus dem Berchtesgadener Land von 1,20 Mark aufgesucht. Vom Forstamt Bischofswiesen erhielt die Vereinigung für Höhlenkunde einen Raum in der Jagdhütte Mitterkaser, der zugleich für die Übernachtung der Höhlenführer diente. Mit den Forschungen in der Eishöhle wurde es in den Jahren vor dem Zweiten Weltkrieg ruhiger. Im Dritten Reich blieb nur wenig Zeit für weitere Forschungen und wissenschaftliche Arbeiten. Um die Eishöhle besser erreichbar zu machen, wurde in den Jahren 1934 und 1935 ein Felsensteig unter der Leitung von Thomas Eder gebaut, der Thomas-Eder-Steig genannt wurde. Er führt von der Mittagscharte über Treppen und drei Tunnels hinab zur Eishöhle, wobei ein Höhenunterschied von 130 Metern überwunden wird. Im Jahre 1936 errichtete der Verein für Höhlenkunde Schellenberg 120 Höhenmeter unterhalb der Eishöhle eine Schutzhütte als neuen Stützpunkt. Die Hütte bewirtete lange Zeit Toni Lenz. Sie wurde im Jahre 1950 zu seinen Ehren als Toni-Lenz-Hütte bezeichnet. Nach dem Zweiten Weltkrieg liefen die Forschungen in der Eishöhle langsam an, blieben aber hinter der allgemeinen Entwicklung der Höhlenforschung zurück.
Bis Ende der 1950er Jahre trieb zunächst Ludwig Plenk, später auch der Höhlenführer von 1957 bis 1986 Fritz Eigert die Forschungsarbeiten voran. Die Eishöhle wurde bis in den letzten Winkel erforscht, in den eisfreien Teilen nach weiteren Fortsetzungen gesucht und der Dohlenfriedhof und das Kaminlabyrinth entdeckt. Nach etwa 20 Jahren begannen die Forschungen erneut, vor allem durch die Gebrüder Hallinger, langjährige Hütten- und Höhlenwarte des Vereins. Um sie bildete sich eine Gruppe junger Forscher, denen es gelang, Schachtabstiege in die neuen Teile freizulegen. Damals hatte die Eishöhle eine Gesamtlänge von 650 Metern. 1986 wurden 440 Meter Strecke in der Eishöhle neu erforscht und vermessen. Die Gesamtlänge der Eishöhle wurde 1987 bis 1991 auf 2353 Meter vorangetrieben. 1998 verstärkten sich die Forschungen unter der Leitung von Martin Wagner wieder. Im Herbst 1999 waren in der Eishöhle insgesamt 2642 Meter, im Juli 2003 3621 Meter vermessen.

## Sagen und Legenden
Im Untersberg gibt es mehrere Höhlen und Hohlräume. Sie regten die Menschen schon immer zur Erforschung an, meistens überwog jedoch der Aberglaube und die Furcht vor Höhlen. Es entstanden zahlreiche Legenden und Sagen, die sich aber nicht konkret auf die Schellenberger Eishöhle beziehen. Neben dem Kyffhäuser ist der Untersberg der eigentliche Sagenberg des deutschen Volkes, der den karolingischen Sagenkreis im Nordwesten mit einbezog: „Kaiser Karl der Große, von den Raben im Untersberg bewacht, sitzt an einem Tisch aus Marmor und schläft, bis sein weißer Bart siebenmal um den Tisch gewachsen ist, um dann zu erwachen und vereint mit allen Deutschen in dreitägiger Schlacht bei einem Birnbaum auf dem österreichischen Walserfeld (in der Nähe von Salzburg) den Erbfeind zu vernichten und ein neues Reich zu errichten.“
Ein Reichenhaller Bürger mit dem Namen Lazarus Aigner sei im Jahr 1529 von einem barfüßigen Mönch in den Berg geführt worden, wo er Kaiser, Könige und Fürsten sah und durch unterirdische Gänge in den Salzburger Dom gelangte. Als er wieder aus dem Berg geleitet wurde, erhielt er die Weisung, erst nach 35 Jahren über das Erlebte zu reden und zu schreiben. Verbrachte Stunden im Inneren des Berges entsprächen Jahrzehnten oder gar Jahrhunderten in der Außenwelt. Eine Braut soll mit den Hochzeitsgästen in den Berg gelockt worden sein, wo sie üppig bewirtet wurden und dann einschliefen. Als sie erwachten, den Berg verließen und in ihr Heimatdorf zurückkehrten, sollen hundert Jahre vergangen sein. Im Berginneren sollen kleine freundliche Wichte, die Untersbergmandln, hausen und die dort lagernden Schätze bewachen.

## Tourismus

### Zugang

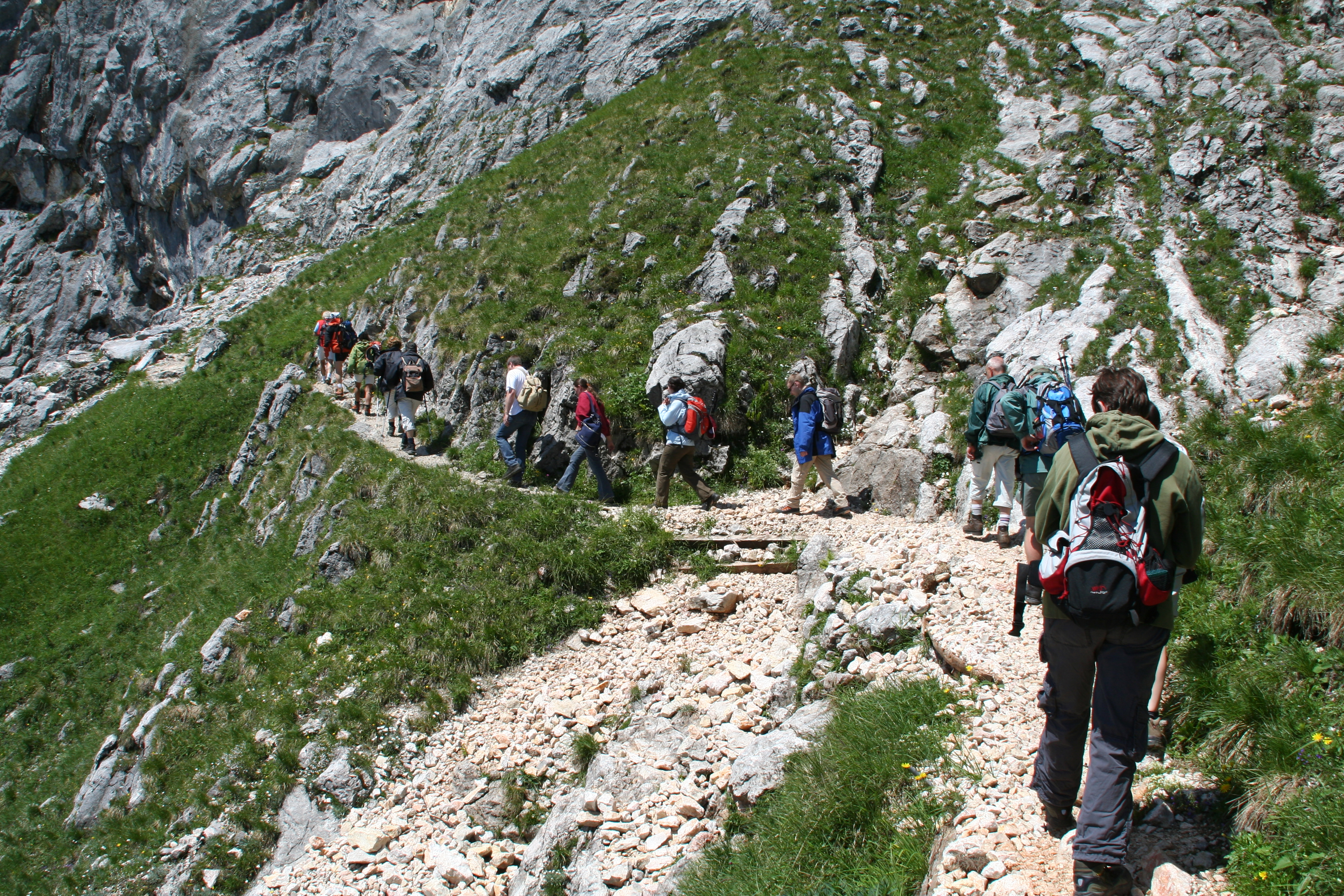
Zugang zur Eishöhle

Die Eishöhle ist nach einem mehrstündigen Fußmarsch zu erreichen. Ein Besucherparkplatz liegt beim alten Zollturm, dem ehemaligen bayerischen Zollamt an der Bundesstraße 305 zwischen Berchtesgaden und Salzburg, etwa zwei Kilometer nördlich von Marktschellenberg und einen Kilometer von der österreichischen Grenze entfernt auf etwa 490 m ü. NHN. Dort beginnt der Aufstieg auf einem gut ausgebauten Weg zur Eishöhle. Nach etwa 2,5 Stunden Gehzeit ist die auf 1438 m ü. NHN gelegene Toni-Lenz-Hütte erreicht. Von der Hütte aus sind es noch etwa 20 Minuten Fußmarsch zur Eishöhle. Vom Parkplatz aus sind bis zur Eishöhle über 1000 Höhenmeter bei einer Wegstrecke von etwa sechs Kilometern zurückzulegen, wozu drei bis dreieinhalb Stunden benötigt werden. Eine weitere Möglichkeit, die Höhle zu erreichen, besteht mit der Untersbergseilbahn von St. Leonhard in Österreich aus. Die von 1958 bis 1961 erbaute Seilbahn führt zur Bergstation am Geiereck auf 1776 m ü. NHN. Von dort sind es etwa zwei Stunden Fußmarsch zur Eishöhle. Diese Bergtour über den Salzburger Hochthron und den Thomas-Eder-Steig erfordert Trittsicherheit, Schwindelfreiheit, gute Kondition und gute Ausrüstung.

### Besucher

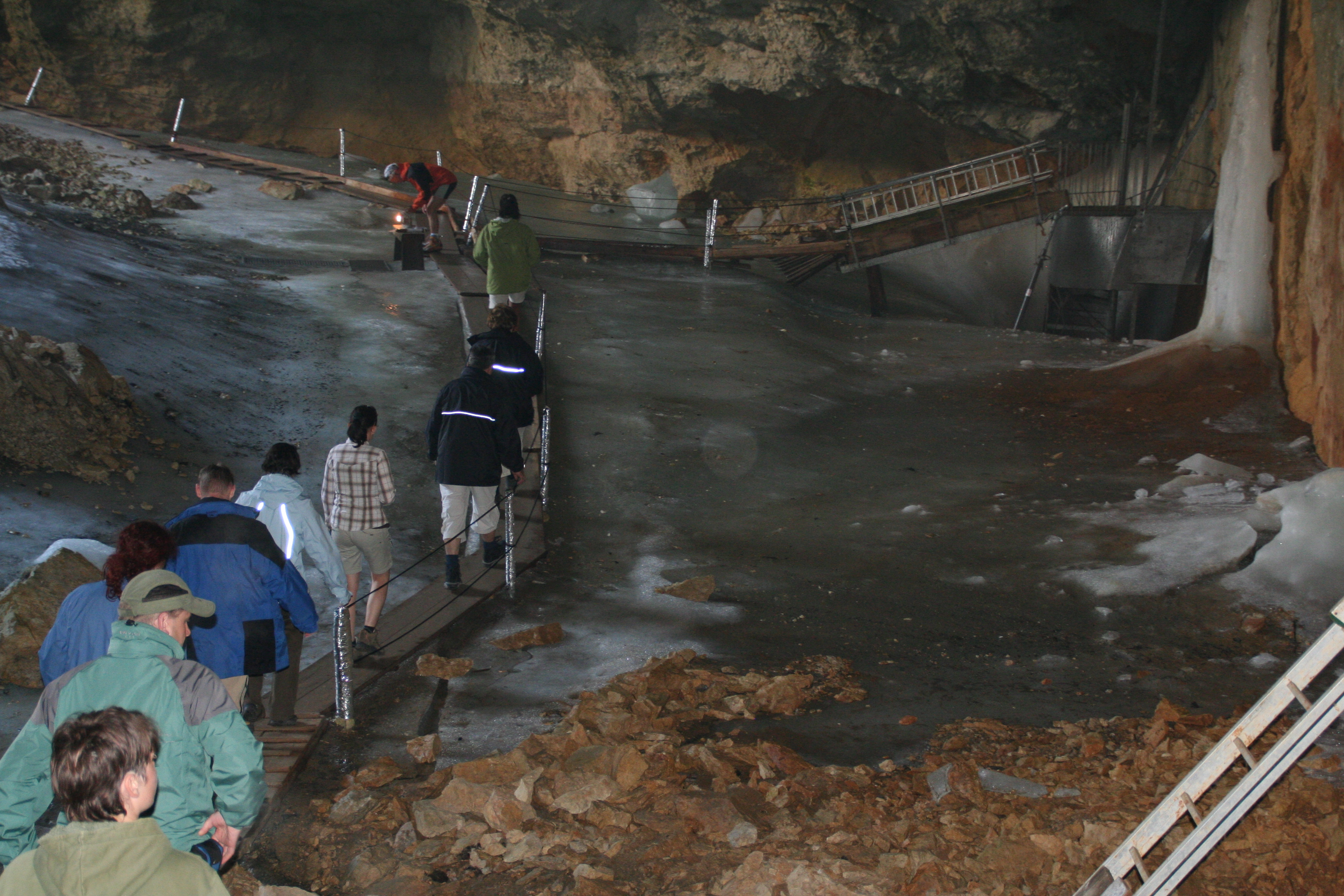
Besuchersteg über einen Eissee

In der Eishöhle finden von Pfingsten bis Ende Oktober täglich zu jeder vollen Stunde zwischen 10 und 16 Uhr Führungen statt. Sie werden vom Verein für Höhlenkunde Schellenberg durchgeführt und dauern etwa 45 Minuten. Der Treffpunkt für die Besucher befindet sich ca. 100 m vom Höhlenportal entfernt bei einem Kassenhäuschen. Da die Eishöhle kein elektrisches Licht hat, wird sie während der Führung mit Karbidlampen ausgeleuchtet. Die Besucher erhalten LED-Leuchten. Der Führungsweg auf Laufbrettern und Holztreppen ist etwa 500 Meter lang. Um die Eishöhle jedes Jahr begehbar zu halten, sind im Frühjahr etwa 800 bis 1200 Arbeitsstunden nötig. In den Jahren 2009 bis 2013 besuchten im Jahresdurchschnitt 7320 Besucher die Höhle. Mit diesem Wert liegt die Schauhöhle im unteren Bereich der Schauhöhlen in Deutschland. Im Jahre 2013 besuchten 7471 Personen die Höhle. Der höchste Wert der letzten Jahre stammt mit 10.445 Personen aus dem Jahre 2001.